# Wohnwasserturm

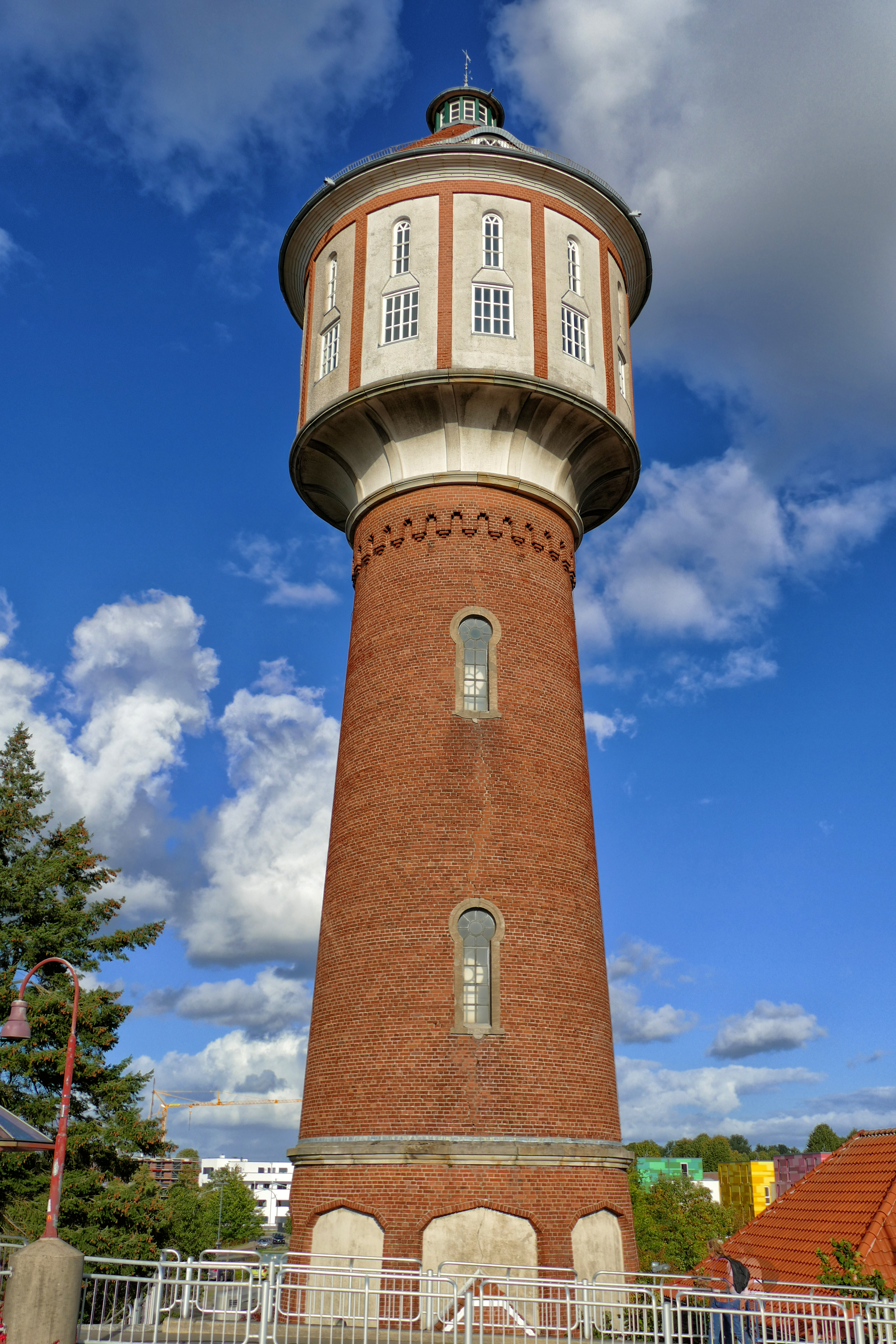
Wasserturm in Lingen, 1986–1987 anstelle des Wasserbehälters mit zwei Wohngeschossen versehen.

Ein Wohnwasserturm ist ein Wasserturm, der neben seiner technischen Funktion zugleich als Wohngebäude dient.

## Verbreitung und Beispiele
In Deutschland hat man nur wenige Wassertürme errichtet, die bereits ursprünglich auch zum Wohnen dienten. Der 1877 fertiggestellte Wasserturm Prenzlauer Berg in Berlin enthielt Wohnungen für die Maschinenarbeiter des Turms. Auch die Lübecker Wasserkunst besaß bereits in ihrer ersten Version von 1867 im Sockel mehrere Wohnungen für Beschäftigte.
1927 wurde in Bremerhaven der Bremerhaven-Wulsdorfer Turm gebaut. Nach seinem Vorbild entstand 1929 im ostholsteinischen Preetz der kleine Preetzer Turm mit nur einer Wohnung pro Stockwerk.
In Mönchengladbach existiert das Wasserturmhochhaus Großheide. Es entstand aus einem Bunker, auf dem zuerst ein Wasserbehälter aufgesetzt wurde und der dann mit 48 Wohnungen umbaut wurde.
Ein weiterer Wohnwasserturm ist das BKS-Hochhaus in Velbert. Eine ähnliche Nutzung liegt beim Otto-Moericke-Turm in Konstanz vor, der als Wasserturm und Jugendherberge genutzt wird.
Es gab aber Türme mit anderen zusätzlichen Nutzungen. Der Wasserturm Blumenthal in Bremen-Blumenthal enthielt in seinen Flügelbauten eine Badeanstalt und danach einen Kindergarten.  

### Umgenutzte Wassertürme
Nachdem fast alle Wassertürme ihre ursprüngliche Funktion als Wasserspeicherfunktion verloren haben, sind einige nachträglich aufwändig zu Wohnzwecken umgebaut worden. 
Ein besonders großes Beispiel ist der 1910 erbaute und 1961 außer Betrieb gesetzte Schanzenturm in Hamburg, der 2005–2007 zusammen mit neuen Ergänzungsbauten zu einem Hotel mit 226 Zimmern umgebaut wurde.

## Liste der Wohnwassertürme
Unvollständige Auflistung von Wohnwassertürmen. Bitte die Tabelle, insbesondere mit Beispielen aus dem Ausland, ergänzen!
| Bauwerk                               | Bau-jahr | Land       | Ort             | Höhe   | Stock-werke | Behälter-volumen | Koordinaten                  | Bemerkung |
| ------------------------------------- | -------- | ---------- | --------------- | ------ | ----------- | ---------------- | ---------------------------- | --- |
| Boerentoren                           | 1931     | B          | Antwerpen       | 95,7 m | 26          | 230 m³           | 51.218660° N, 4.404099° O    | Bürohochhaus |
| Wasserturm Besigheim                  | 1963     | D          | Besigheim       | 33 m   | 7           | 300 m³           | 48.990046° N, 9.1611987° O   | |
| Wasserturm Prenzlauer Berg            | 1877     | D          | Berlin          |        | 7           |                  | 52.53419° N, 13.41856° O     | seit 1952 außer Betrieb |
| Lübecker Wasserkunst                  | 1867     | D          | Lübeck          | 29 m   | 6           | 2145 m³          | 53.855278° N, 10.7005° O     | 1890 aufgestockt |
| Wohnwasserturm Wulsdorf               | 1927     | D          | Bremerhaven     | 33 m   | 8           | 1500 m³          | 53.510556° N, 8.598611° O    | |
| Wohnwasserturm Preetz                 | 1929     | D          | Preetz          | 25,2 m | 7           | 150 m³           | 54.234889° N, 10.273056° O   | |
| Wasserturmhochhaus Großheide          | 1949     | D          | Mönchengladbach |        |             | 2100 m³          | 51.208107 N 6.405367 O       | Bunker, zum Wasserturm und Wohnhochhaus ausgebaut                                                                                   |
| BKS-Hochhaus                          | 1958     | D          | Velbert         | 47 m   | 13          | 3000 m³          | 51.332326° N, 7.04587° O     | |
| Otto-Moericke-Turm                    | 1929     | D          | Konstanz        | 40 m   | 8           | 300 m³           | 47.68725° N, 9.203333° O     | Jugendherberge, Wasserspeicher 1990 stillgelegt                                                                                     |
| Wasserturm des Dortmunder Südbahnhofs | 1927     | D          | Dortmund        | 43 m   | 8           | 800 m³           | 51.509444° N, 7.474722° O    | nicht mehr als Wasserturm genutzt, während der Nutzungszeit als Wasserturm zusätzliche Nutzung mit Sozialräumen für Bahnmitarbeiter |
| Ivana Petroviče Pavlova 1017/62       |          | Tschechien | Olomouc         | 60 m   | 17          |                  | 49.57888° N, 17.229899° E    | |
| Veetorn Residential                   | 1969     | Estland    | Narva           |        |             |                  | 59.3767201° N, 28.1939435° E | |

## Galerie

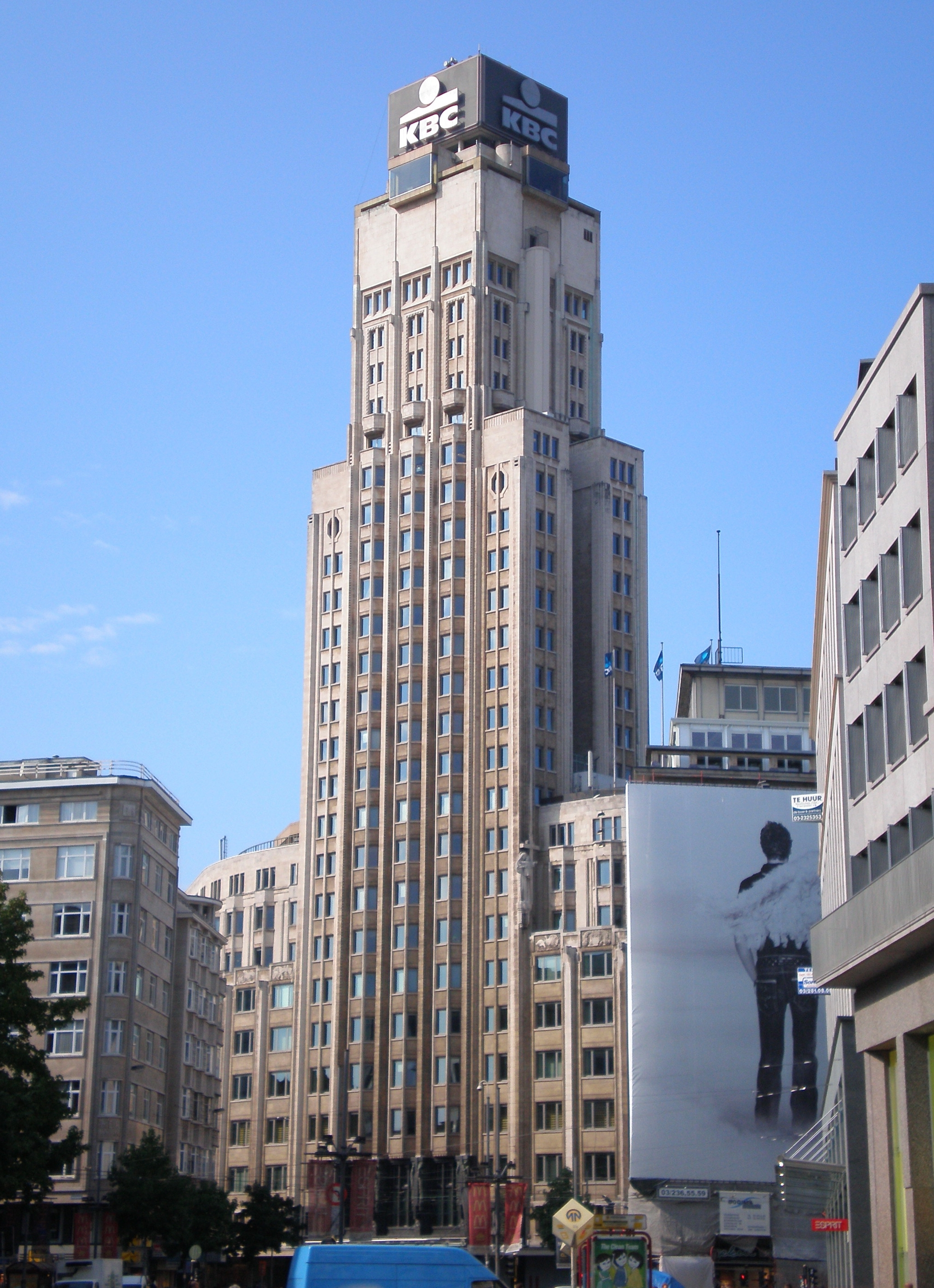
Boerentoren Antwerpen, Bürohochhaus mit Wasserbehälter
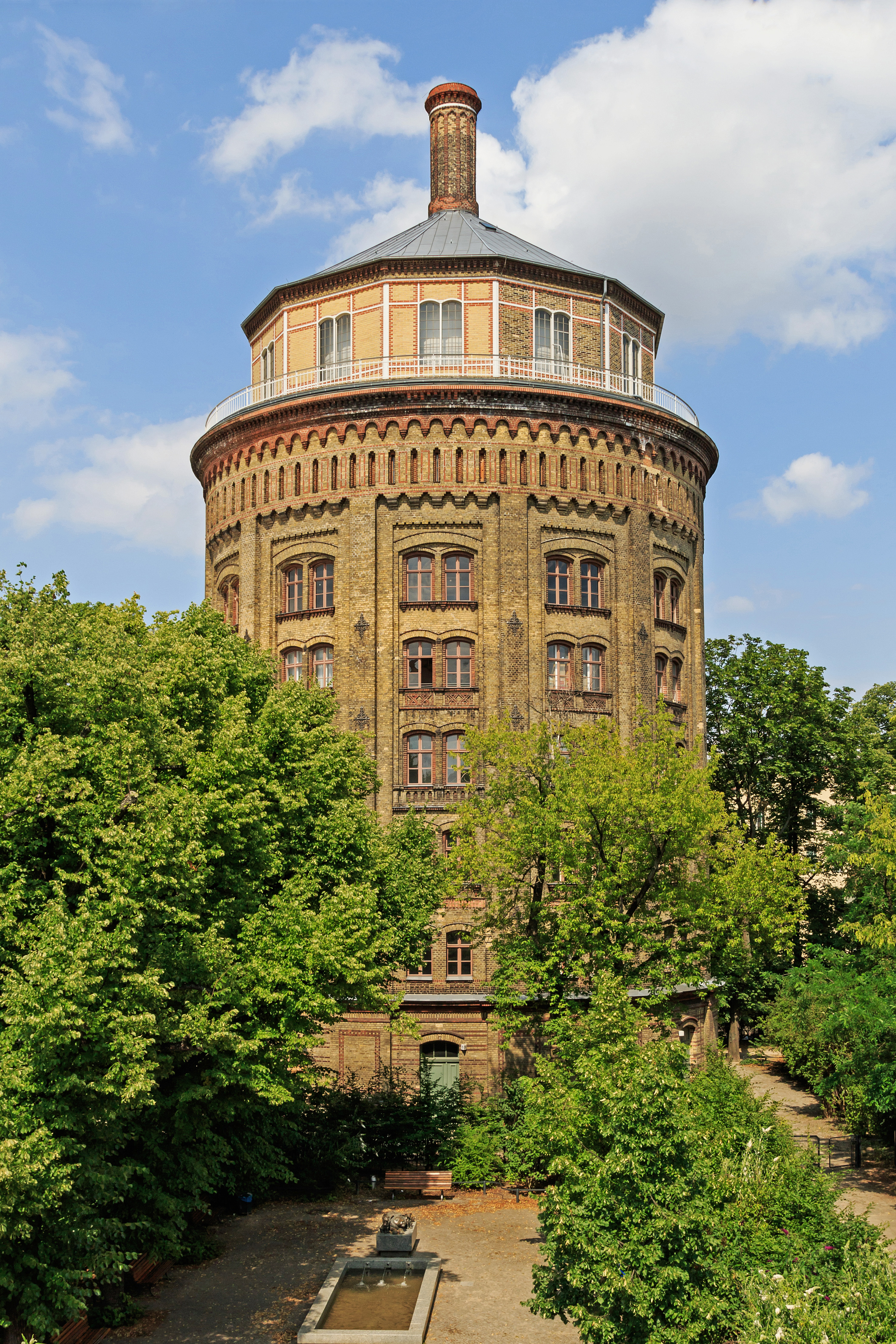
Wasserturm Prenzlauer Berg in Berlin mit Arbeiterwohnungen
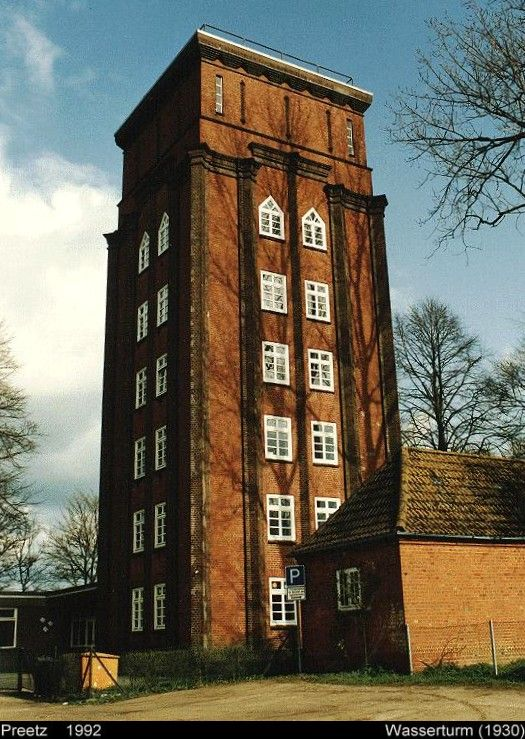
Wohnwasserturm in Preetz
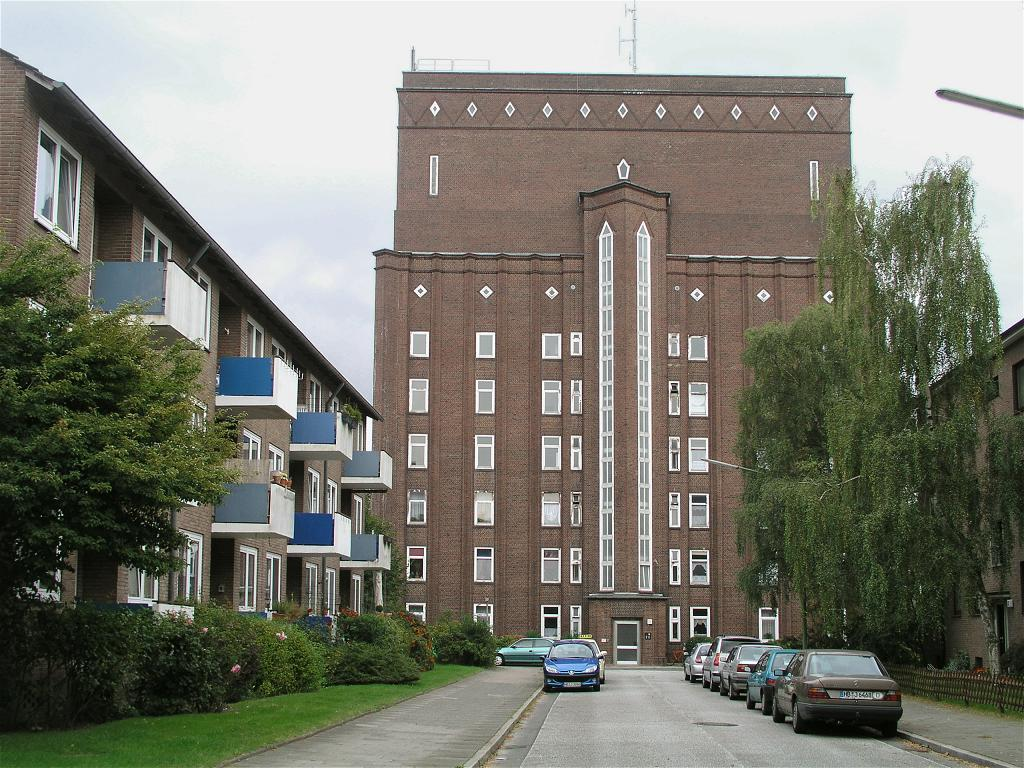
Wohnwasserturm Bremerhaven-Wulsdorf
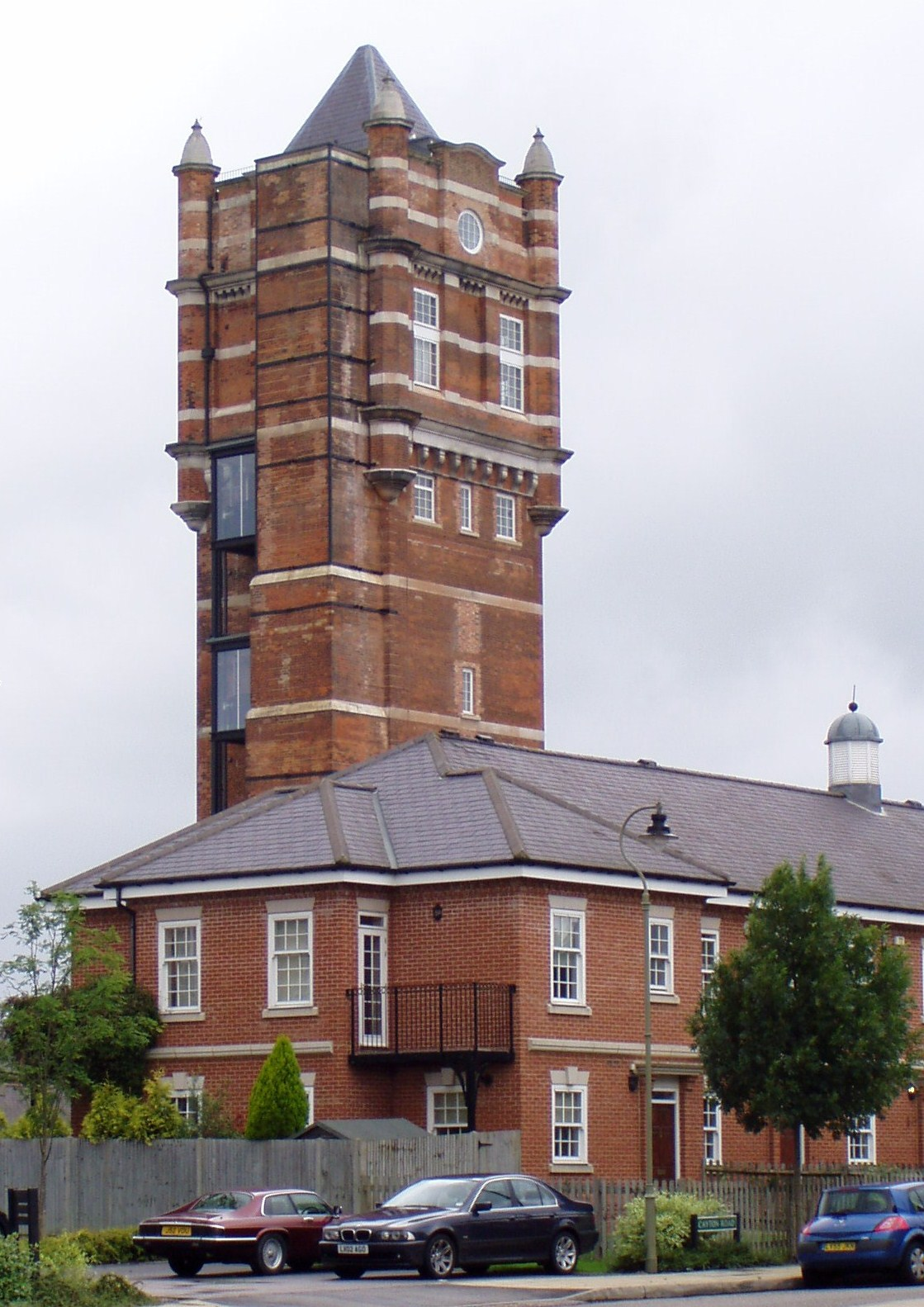
Zum Wohnturm umgebauter Wasserturm in Netherne-on-the-Hill
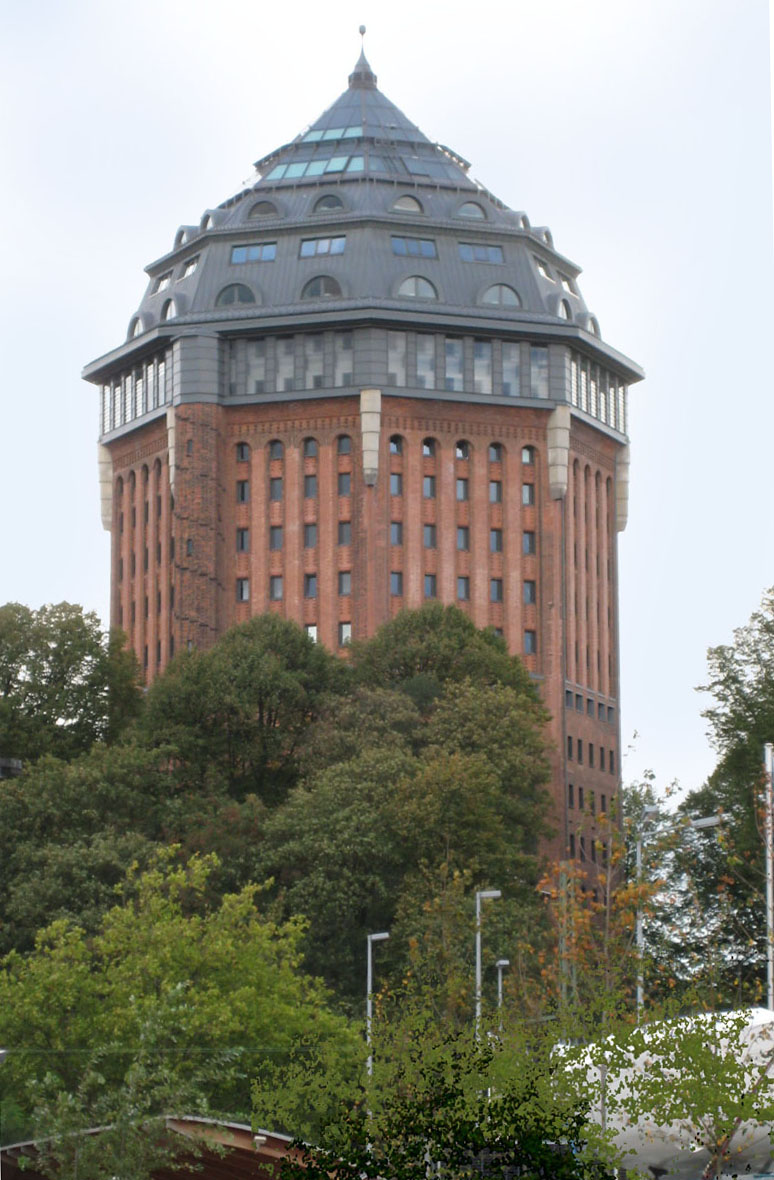
Zum Hotel umgebauter Schanzenturm in Hamburg
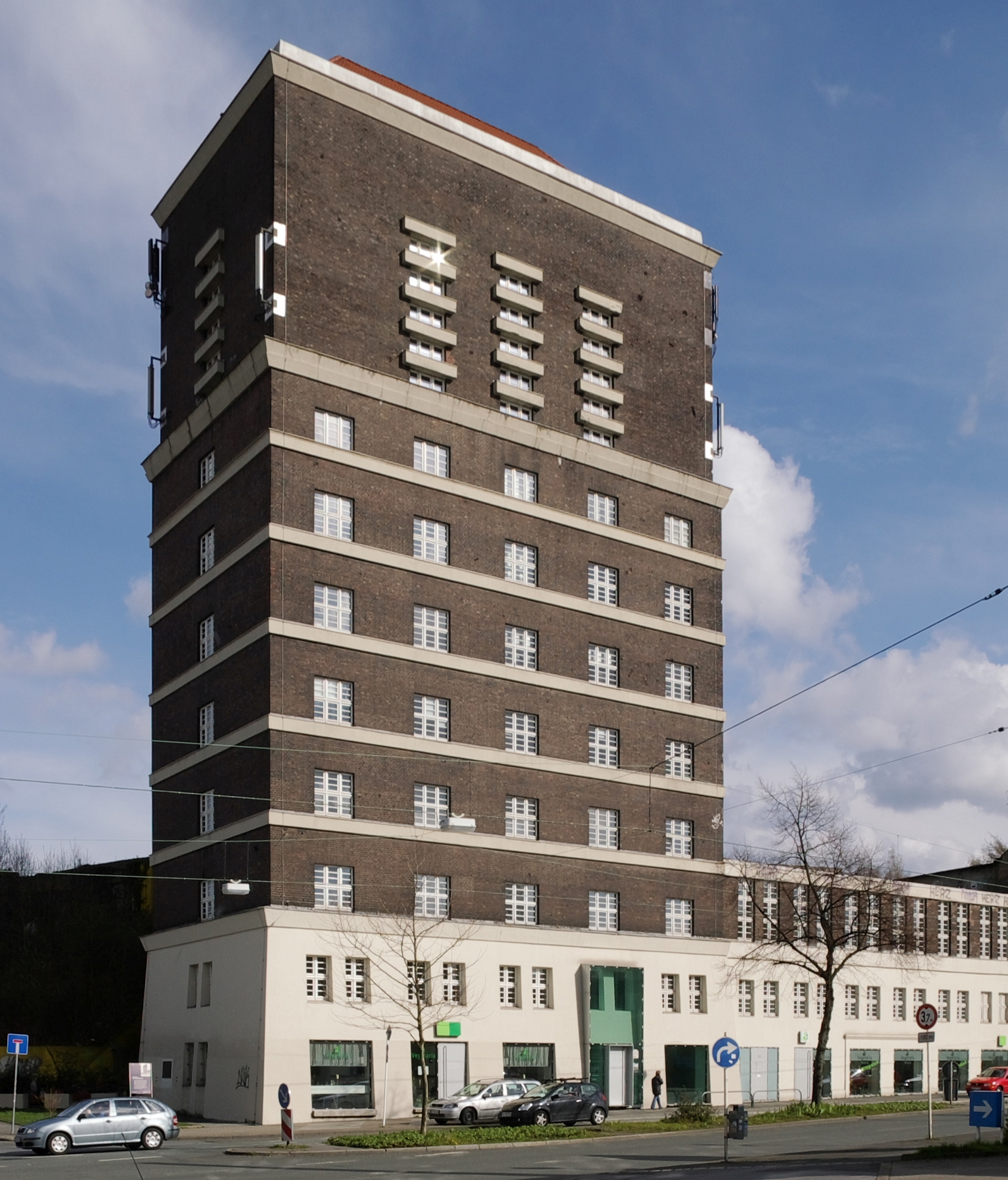
Der Wasserturm des Dortmunder Südbahnhofs
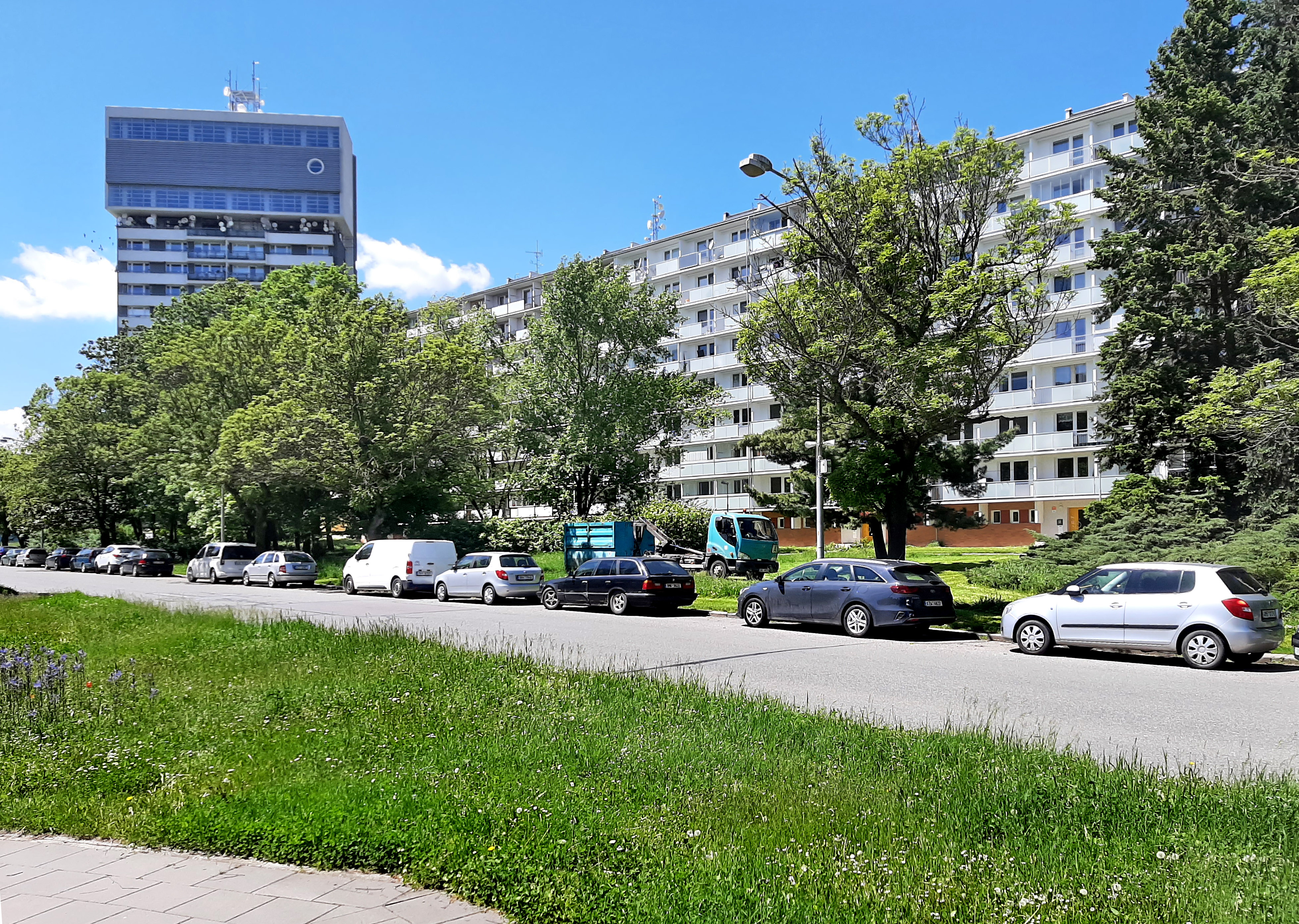
Wohnwasserturm Ivana Petroviče Pavlova 1017/62 in Olomouc (hohes Gebäude im Hintergrund)